# Espejo de Oesed

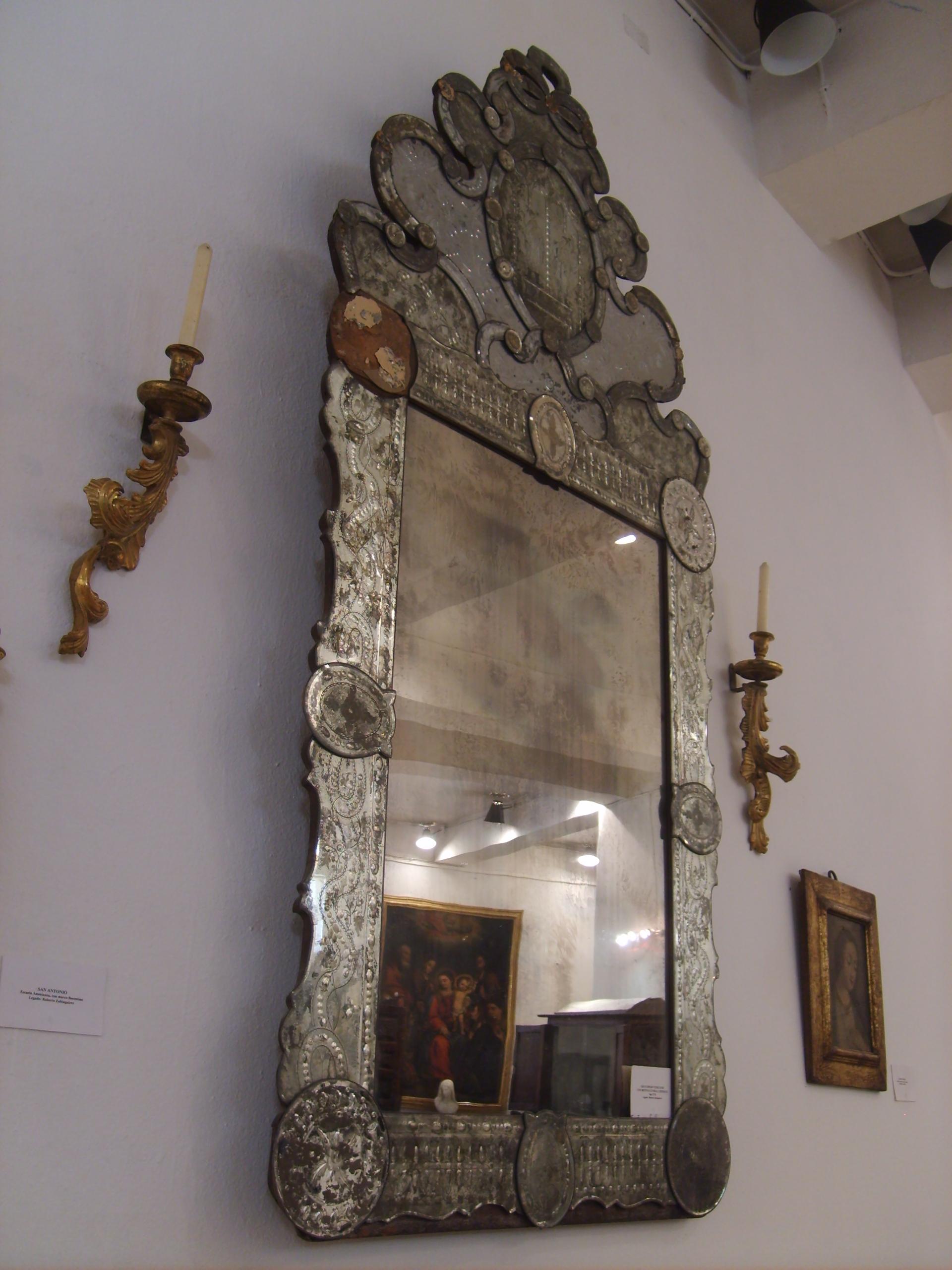
El espejo es un elemento recurrente en las ficciones fantásticas.

El espejo de Oesed (en inglés, Mirror of Erised), también conocido como espejo de Erised, es un misterioso espejo mágico que apareció por primera vez en la novela Harry Potter y la piedra filosofal, de la escritora británica J. K. Rowling; fue descubierto por Harry Potter en un salón de clases abandonado del Colegio Hogwarts de Magia y Hechicería.
La propiedad que hace especial a este objeto es mostrar el más profundo deseo de la persona que se mira en él. El protagonista queda fascinado por lo que descubre en su superficie: ve a su familia rodeándolo, incluyendo a sus padres fallecidos. Al estar tan interesado por lo que le muestra el espejo, Harry lo visita en repetidas ocasiones. Sin embargo, el espejo es finalmente trasladado a otro sitio y el protagonista no lo vuelve a encontrar hasta el capítulo final del libro, cuando se  ve inmerso en la búsqueda de la piedra filosofal.
Algunos ensayos han abordado el artefacto para explicar sus propiedades y funcionamiento dentro de la saga Harry Potter. Según estas consideraciones, el espejo estaría ligado a una larga tradición presente en la literatura de corte fantástico que hace uso de estos artefactos asociándolos con propiedades sobrenaturales.
La autora de la heptalogía ha declarado que probablemente vería lo mismo que Harry si se parase frente al espejo: a su madre fallecida en 1990.

## Apariencia
El artefacto es descrito del siguiente modo en el capítulo 12 de La piedra filosofal:

Era un espejo magnífico, alto hasta el techo, con un marco dorado muy trabajado, apoyado en unos soportes como garras. Tenía una inscripción grabada en la parte superior: Erised stra ehru oyt ube cafru oyt on wohsi.

La frase grabada en el espejo es en realidad una frase en inglés pero invertida —«I show not your face but your heart's Desire», es decir «No muestro tu rostro sino el deseo de tu corazón»—. En algunas versiones de la edición en español se preservó tanto el nombre original como la frase en inglés, pero en otras versiones se tradujo el enunciado a «Oesed lenoz arocut edon isara cut se onotse», que leída al revés y con el espaciado adecuado diría «Esto no es tu cara sino de tu corazón el deseo». Ambas frases hacen referencia a una misma idea, que es la función reflejante del espejo, solo que en este caso extendida al campo lingüístico en la llamada escritura especular.

## Función y propiedades
Según el director de Hogwarts, Albus Dumbledore, el espejo «nos muestra ni más ni menos que el más profundo y desesperado deseo de nuestro corazón». De este modo, el artefacto descubre los anhelos de una persona sean estos advertidos por aquella o no. De acuerdo a la información que brinda la novela se conocen los efectos del espejo sobre cuatro personajes distintos: Harry se ve rodeado de sus familiares, a quienes no ha conocido. Ron Weasley, quien se siente disminuido por la fama de sus hermanos, se ve convertido en capitán del equipo de quidditch y cubierto de condecoraciones. El profesor Quirrell se ve con la piedra filosofal en su poder y,  finalmente, Dumbledore dice que se ve a sí mismo con un buen par de calcetines, aunque Harry descree de esa estrafalaria respuesta. La escritora J. K. Rowling ha comentado lo que otros personajes vislumbrarían al verse en el espejo: en el caso de Hermione Granger se vería a sí misma, a Ron y a Harry saliendo victoriosos en la guerra contra lord Voldemort, pero en caso de que ya lo hubieran derrotado, se encontraría abrazándose románticamente con Ron, Lord Voldemort, por otro lado, se vería «omnipotente y eterno. Es lo que él quiere».
Más allá de la capacidad reveladora del espejo, existe otro costado más siniestro al cual se refiere el director. El objeto puede mostrar los deseos pero también «no nos dará ni conocimiento ni verdad. Hay hombres que se han consumido ante esto, al no saber si lo que muestra es real o, al menos, posible». Esa reflexión pone de manifiesto los peligros que el artefacto puede provocar con su influencia, enajenando a quien se atreva a verse en él. Indicios de este efecto están desperdigados por todo el capítulo 12 del libro, a saber: Harry se queda prendado de la imagen que le devuelve el cristal y pierde la noción del tiempo, además del interés por la intriga en torno a la piedra filosofal. Cuando Ron se ve en el espejo y Harry desea hacer lo mismo, los dos amigos forcejean para seguir viéndose en su superficie. El protagonista pierde todo el interés por hacer otra cosa que no sea escabullirse en una incursión nocturna al cuarto del espejo. Frente a la fascinación peligrosa de Harry, solo Ron advierte algo siniestro en el artefacto, algo que finalmente Dumbledore confirma.
Gracias a esta propiedad, Dumbledore eligió el espejo para guardar dentro de él la piedra filosofal, un antiguo y poderoso objeto creado por el alquimista Nicholas Flamel. El director sabía que solo quien deseara encontrar la piedra pero no hacer uso de ella podría retirarla.

## Aparición en la novela

### Descubrimiento
Harry descubre el espejo de Oesed en el capítulo homónimo. Esto ocurre durante la noche de Navidad, fecha para la cual ha recibido la capa de invisibilidad que le permite deslizarse por los corredores del colegio sin ser descubierto. El muchacho se dirige a la Sección Prohibida de la biblioteca en el cuarto piso con la intención de investigar acerca de Nicolás Flamel y su relación con un misterio que el castillo encierra.
Al oír que el conserje, Argus Filch, se acercaba al lugar, Harry se escabulle apresuradamente. Así llega a un estrecho pasillo y se da cuenta de que Filch ya anda por allí hablando con Severus Snape. Para evitar chocar con ellos traspone la primera puerta abierta que encuentra, en lo que parece ser un aula en desuso del cuarto piso. Harry se percata de que en la habitación se encuentra un enorme espejo. Se aproxima y al mirarse en él puede ver a sus padres, así como al resto de sus familiares rodeándolo y mostrándole afecto. Esto lo sorprende y conmociona profundamente.

### Siguientes visitas
Al día siguiente, Harry le informa a Ron de su descubrimiento, y esa misma noche los dos amigos acuden a la habitación del espejo. En él, Ron se ve a sí mismo como prefecto y capitán del equipo de quidditch. Ron, cautivado por su reflejo, le pregunta a Harry si éste, en su opinión, muestra el futuro, posibilidad que el chico descarta pues todos sus familiares están muertos.

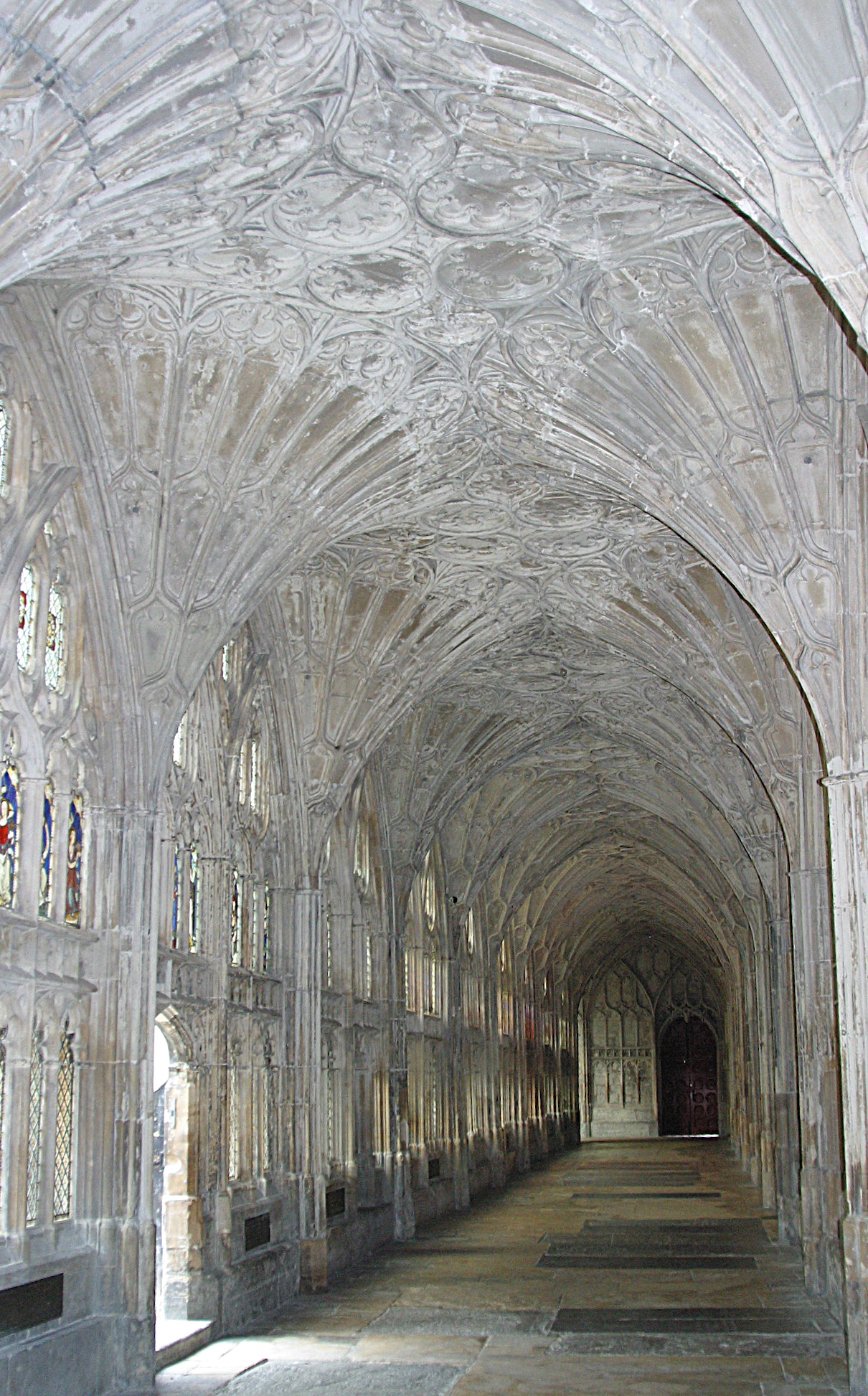
La Catedral de Gloucester fue utilizada como set de filmación en las películas de Harry Potter. El espejo se hallaba emplazado en un aula de Hogwarts, luego fue trasladado a las profundidades del castillo.

La siguiente noche (27 de diciembre de 1991), Harry visita por tercera vez la habitación del espejo, y unos momentos después de haber llegado se percata de que Albus Dumbledore también se encuentra en el lugar. El director le explica a Harry la función del espejo y luego le informa que se lo trasladará a un nuevo lugar y que ya no debería buscarlo, pero en caso de cruzarse con el espejo nuevamente debería estar preparado. Después de estos enigmáticos comentarios, Harry le pregunta a Dumbledore qué es lo que ve cuando se mira en el espejo, a lo que el director responde que se ve a sí mismo sosteniendo un par de gruesos calcetines de lana, porque «uno nunca tiene suficientes calcetines». En Harry Potter y las Reliquias de la Muerte se descubre que lo que en realidad ve es a toda su familia viva y felizmente reunida, incluyendo a su hermano Aberforth Dumbledore perdonándolo por sus errores.
El espejo no vuelve a aparecer en la novela hasta el capítulo 17 de la misma novela, «El hombre con dos caras». Harry, después de haber atravesado junto con Ron y Hermione los obstáculos dispuestos para proteger a la piedra filosofal, llega solo a una cámara subterránea donde se encuentra con Quirinus Quirrell, su profesor de Defensa contra las Artes Oscuras. Una vez aprisionado por este último, Harry se da cuenta de que detrás del profesor se encuentra el espejo de Oesed,  el cual Quirrell examina meticulosamente. Quirrell no encuentra el modo de extraer la piedra pero una voz que sale de su turbante (la de lord Voldemort, quien permanece unido a su súbdito) le indica  que utilice a Harry para conseguir la piedra.
Harry ve a su reflejo sonriéndole, sacando la piedra de su bolsillo y volviéndola a introducir en el mismo. El muchacho siente que la piedra ha caído realmente en su bolsillo pero miente ante las preguntas de Quirrell. Tras una pelea con amo y sirviente, Harry pierde el conocimiento y días más tarde despierta en la enfermería. Ahí tiene una conversación con Albus Dumbledore en la que pregunta al anciano mago por qué pudo conseguir la piedra. Dumbledore le explica que colocó la piedra dentro del espejo para que aquel fuese su protección final. Solo quien quisiera encontrar la piedra pero no utilizarla sería capaz de obtenerla. Cualquier otra persona se vería bebiendo el elixir de la vida o convirtiendo cosas en oro, hechos que podrían ocurrir dadas las propiedades mágicas del objeto. Dumbledore comenta que esa fue una de sus más brillantes ideas «y, entre tú y yo, eso es decir mucho».

### Otras menciones
El espejo no vuelve a aparecer ni a ser mencionado en los siguientes libros de la serie, excepto en Harry Potter y la Orden del Fénix en el capítulo 38 —titulado «Empieza la segunda guerra»— Harry, días después de la muerte de su padrino, Sirius Black, encontró un espejo pequeño en su baúl que Sirius le había regalado y que servía para poder comunicarse con otro que su padrino tenía. En ese momento recordó ver a sus padres muertos en el Espejo de Oesed, cuando se encontraba cursando primer año. También se vuelve a mencionar en  Harry Potter y las Reliquias de la Muerte. En el capítulo 2 —titulado «In Memoriam»— Harry recuerda la pregunta que le hizo a Dumbledore acerca de lo que veía al mirarse en el espejo. Es en este libro donde se puede deducir lo que realmente ve Dumbledore, que es un deseo muy similar al de Harry: ver a su familia junto a él. Harry llega a esta conclusión en el capítulo 35, llamado «King's Cross», donde además se da cuenta de la razón por la cual Dumbledore se mostraba tan compresivo ante su fascinación con el espejo, pues sus deseos eran muy similares a fin de cuentas.

## Teorías en torno al espejo
Desde su aparición, el espejo de Oesed ha despertado en la  comunidad de fanes ciertas especulaciones en torno a una propiedad específica: la profecía. Es muy común encontrar en las tradiciones folklóricas relatos sobre espejos con capacidad de predecir el futuro, como lo hace el de la reina Galadriel en El Señor de los Anillos de Tolkien. Dicha práctica adivinatoria es conocida con el nombre de la catoptromancia y dataría de la antigua Roma.
Ron pregunta si el objeto es capaz de mostrar el futuro pero Harry descarta esa posibilidad. Sin embargo, la visión del mago pelirrojo se va concretando con los sucesivos libros, ya que Ron es distinguido con el premio por servicios especiales al colegio, se convierte en prefecto, en miembro del victorioso equipo de quidditch de Gryffindor y obtiene reconocimiento tras su actuación durante la Segunda guerra mágica. Incluso, el espejo lo muestra a él solo levantando la copa de quidditch, hecho que se concreta en Harry Potter y la Orden del Fénix ya que sus hermanos y Harry no participaron en la competencia porque habían sido suspendidos por Dolores Umbridge.
También hay que mencionar una teoría que los lectores de la serie formularon en torno al espejo: como se contemplaba la posibilidad de una nueva aparición en alguno de los libros posteriores a Harry Potter y la piedra filosofal, se especuló especialmente en torno al libro final de la serie, esto debido a que, antes de que se publicara el libro, se propuso que el espejo podría haber sido convertido en uno de los horrocruxes de lord Voldemort. Sin embargo, en ningún momento de la serie fue discutida esta posibilidad por los personajes ni hubo indicios de que el espejo pudiera haber servido para tales fines, y al ser publicado el séptimo libro de la serie se comprobó que la hipótesis no era acertada.
Pero también se cumple la visión de Harry, ya que en el séptimo libro él ve a su familia gracias a la piedra, una de las reliquias de la muerte.

## El espejo en las adaptaciones
En las trasposiciones de las novelas a la pantalla grande, el espejo de Oesed ha aparecido en dos ocasiones.
En la película Harry Potter y la piedra filosofal (Chris Columbus, 2001) aparece en varias ocasiones. Al igual que en los libros, se muestran las escenas en la que Harry descubre el espejo, en la que Ron lo acompaña a verlo, en la que Dumbledore le explica su función y la confrontación con Quirrell y Voldemort en la cámara subterránea bajo la puerta trampa.
Sin embargo, en el filme  Harry Potter y la Orden del Fénix (David Yates, 2007), el artefacto también fue mostrado aun cuando en la novela homónima no aparecía. La película utiliza con frecuencia el recurso del flashback con fragmentos de las películas anteriores para plasmar los efectos de las clases de oclumancia impartidas por Severus Snape o los de la lenta posesión mental que Voldemort logra sobre Harry. En la última de estas secuencias, Harry se encuentra parado frente al espejo de Oesed y este le devuelve una imagen de sí mismo deformada, con rasgos de la cara de Voldemort.
Este acto tendría particular significado ya que si el espejo solo muestra los deseos más profundos, la imagen del muchacho con los rasgos de su enemigo mortal resultaría una estrategia de Voldemort para producir un fuerte impacto sobre Harry y confundirlo. Posteriormente, el protagonista se resiste a la influencia del brujo tenebroso y destruye el espejo en un acto simbólico.
Con el estreno de las cintas se puso a la venta por Internet una reproducción del espejo de 42 x 21 cm.
Reaparece nuevamente en  Animales fantásticos: Los crímenes de Grindelwald (Fantastic Beasts: The Crimes of Grindelwald) Película 2019, la  escena  muestra a Albus Dumbledore  frente al espejo , al descubrirlo y  levantar la mirada ve  su versión adolescente  junto a Gellert Grindelwald , se puede apreciar el momento donde realizan  un pacto de sangre posteriormente el reflejo cambia mostrando a solamente a Grindelwald  , indicando así en donde se encuentra  el relicario que contiene la sangre de dicha promesa.

## Inserción en la tradición literaria

Las meninas utiliza el recurso de puesta en abismo mediante un espejo situado en el fondo de la escena.

El espejo de Oesed no es el primer ejemplo de un objeto de este tipo al cual se le adscriben propiedades especiales. Varios estudios han abordado esta creación de Rowling y han estudiado su relación con otros espejos presentes en el arte a través de la historia. 
Según comenta el investigador Mark Pendergrast, la historia de los espejos ha estado ligada desde un principio a misterios y supersticiones, y aparece a lo largo de la historia humana como un «medio de autoconocimiento y autoengaño». Según su trabajo Historia de los espejos, el ser humano utiliza este objeto para reflejar su naturaleza contradictoria de querer conocer la verdad y a la vez seguir preservando los misterios que esta depara al ojo. David Colbert coincide en la fascinación que despierta el objeto y liga esa característica al hecho de que el espejo aparezca como un elemento tradicional en el folclore y en la posterior literatura fantástica. En la antigüedad, la elaboración de espejos era carísima y estos objetos inspiraban sorpresa y temor reverencial por partes iguales. Así se tejieron supersticiones en torno a ellos, como la famosa creencia de que podían robar el alma. En el cuento literario: "Tlon, Uqbar, Orbis Tertius", Jorge Luis Borges describe una civilización que abomina de los espejos, porque "multiplican y divulgan" el universo visible, que no es más que una ilusión. También, la propiedad de reflejar la realidad pero en forma invertida ha alimentado la imaginación de generaciones, no solo en la literatura, sino también en las artes plásticas, como se observa en el cuadro Las meninas de Diego Velázquez.
Obras como La reina de las hadas de Spenser se hallan entre los primeros ejemplos de literatura escrita en utilizar este recurso desde lo maravilloso. En la mayoría de los casos, el espejo era visto como una posible entrada a otros mundos, rasgo que puede constatarse en el relato de Lewis Carroll A través del espejo y lo que Alicia encontró allí. Una función similar se insinúa en Harry Potter, ya que cuando el protagonista queda prendado de la ilusión sobre su familia que muestra el cristal y se apoya «con las manos apretadas contra el espejo, como si esperara pasar al otro lado y alcanzarlos». Sin embargo, es otra la función del espejo en que concuerdan los investigadores.
Colbert encuentra similitudes entre el espejo de Oesed y el espejo que describe Geoffrey Chaucer en Los cuentos de Canterbury, una de las posibles fuentes de inspiración de Rowling: el artefacto, señala el erudito, tiene la capacidad de revelar la verdad del yo y de lo que ocurre a su alrededor; algo similar se señala en el ensayo de Pendergrast. Para aquel, el espejo de Oesed es, como muchos otros en la tradición, uno que desnuda el alma de quien se ve frente a él y lo que se ve en su superficie depende de lo que se le ponga delante. En esa capacidad está su peligro, lo que para algunos lo hace inquietantes.
Desde la perspectiva psicoanalítica de Joseph Campbell reseñada por Colbert, la confrontación final de Harry frente a las ilusiones del espejo respondería a un profundo esquema conceptual que subyace en muchos relatos de aventuras. En El héroe de las mil caras, Campbell postula que una serie de pruebas van reacomodando aspectos de la psiquis del héroe hasta llegar a la prueba final, que concluye cuando aquel estabiliza su relación con las figuras materna y paterna. La elección altruista de Harry es una elección que prueba su carácter frente a la tentación que Campbell describe y actúa moldeando la personalidad del protagonista.